# 餐车/二等座车合造车 (英国)
餐车/二等座车合造车（英文原名：Restaurant Standard Buffet，英国铁路客车代码：RSB）是英国一种在一节车厢内整合了餐车和二等座车两种功能的铁路客车。

## 英国铁路4型客车

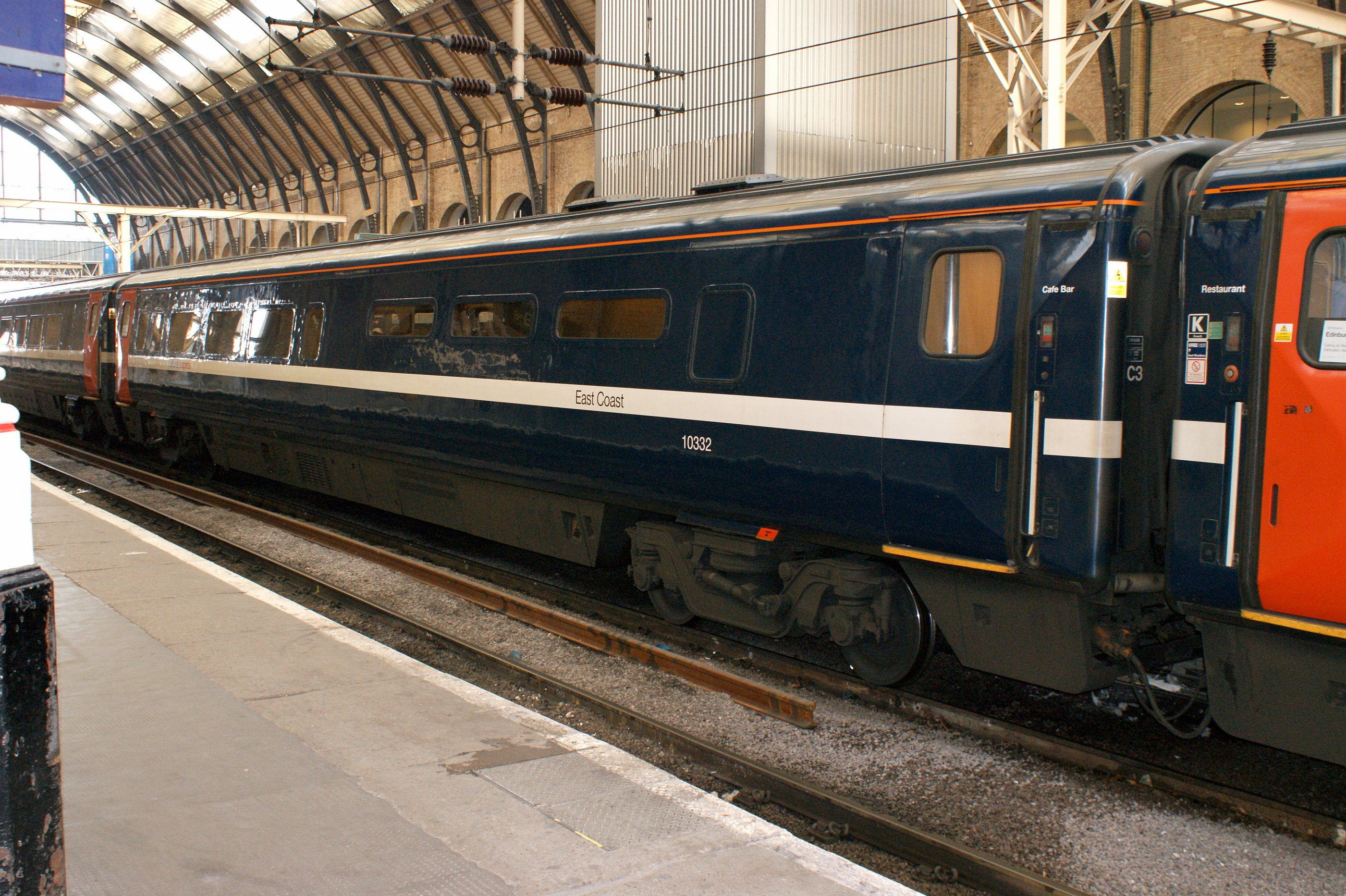
英国铁路业者“东海岸全国特快”使用的“英国铁路4型客车”餐车/二等座车合造车，拍摄于伦敦国王十字车站

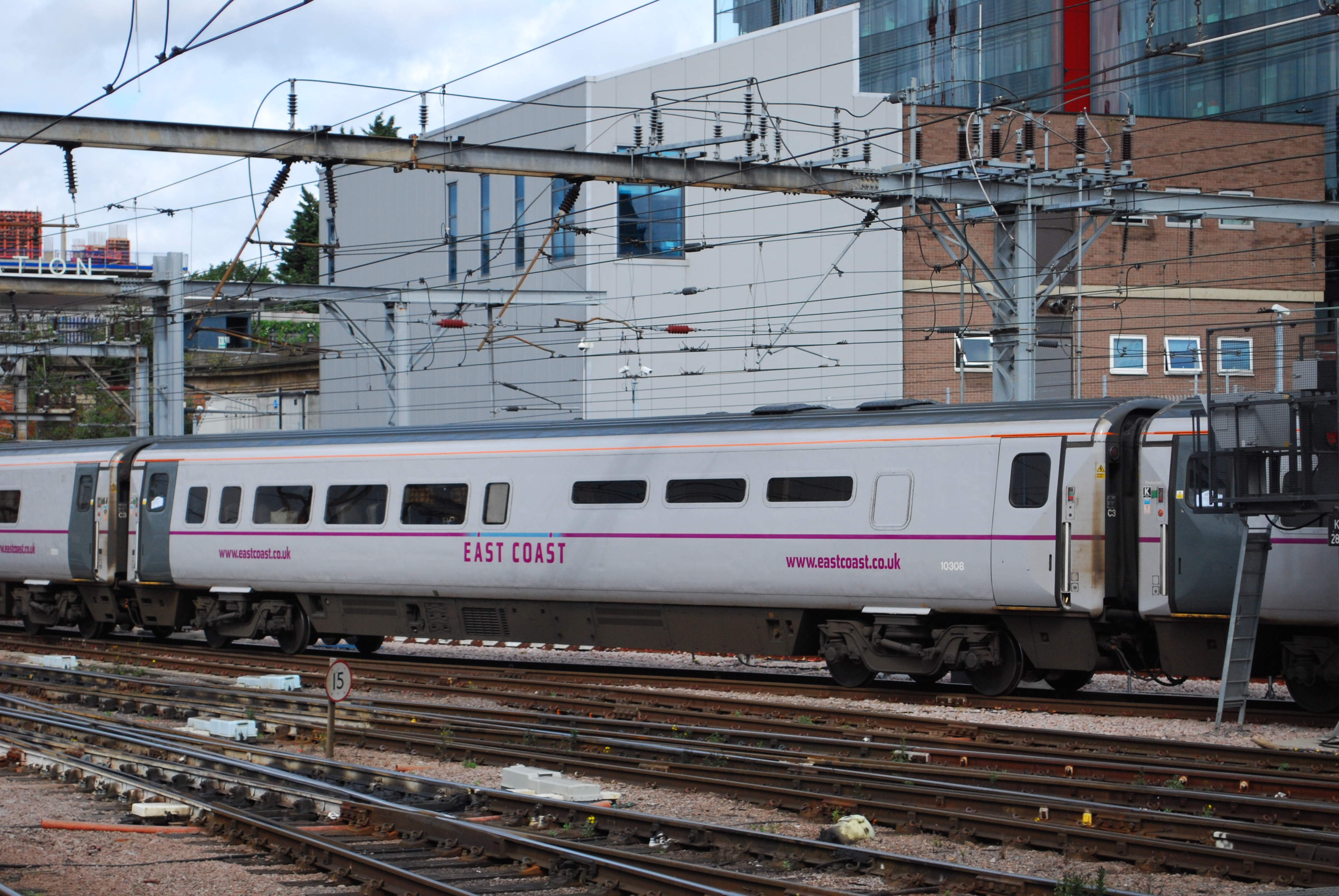
英国东海岸铁路公司使用的“英国铁路4型客车”餐车/二等座车合造车，拍摄于伦敦国王十字车站。

“英国铁路4型客车”包含“餐车/二等座车合造车”，每节车厢内设30个二等座座位，外形类似飞机经济舱。制造商为都城嘉慕。为“城际225型电力动车组”的一部分，用于英国东海岸干线的既有线提速高速列车。 2000年代中期，Great North Eastern Railway展开了名为“野鸭工程”的“英国铁路4型客车”翻新工程，此次工程将所属一批“餐车/一等座车合造车”改装为了“餐车/二等座车合造车”。
这批铁路客车乘客座位处没有电源插座，车厢内电力多用于包括咖啡机、面包机、大容量冰箱在内的厨房电器。
“英国铁路4型客车”餐车/二等座车合造车的初始用户为英国的国有全国性垄断铁路业者——英国铁路。20世纪90年代英国铁路逐步分拆私有化后，“英国铁路4型客车”餐车/二等座车合造车曾先后被英国铁路、城际东海岸、英国大东部铁路公司、东海岸全国特快、英国东海岸铁路公司、维珍铁路、伦敦东北铁路公司数个铁路业者使用。2019年，“英国铁路4型客车”开始逐步退役，取而代之的是更新的“英国铁路801型电力动车组”。大中央铁路和威爾斯交通鐵路服務仍计划继续使用“英国铁路4型客车”餐车/二等座车合造车。